# Fuzuli
Maomé ibne Solimão Fuzuli (محمد بن سليمان) (c. 1483 — 1556) foi um poeta turco de origem azerbaijano.  Foi autor de divãs, obras em turco, em árabe e em persa.